# また帰るから/ピース・アンテナ
「また帰るから／ピース・アンテナ」（またかえるから/ピース・アンテナ）は、2007年5月2日に発売された日本のロックバンドアンダーグラフの6枚目のシングル。

## 概要
前作「ユビサキから世界を」より約11ヶ月ぶりのリリースとなるアンダーグラフの6枚目のシングル。新曲としてもオリジナルアルバム「素晴らしき日常」から約10ヶ月ぶりと長い期間をおいてのリリースとなっている。通常盤<CD ONLY>一形態でのリリースとなっている。
3rdシングル「パラダイム」以来のノンタイアップシングルであり、アンダーグラフ初の両A面シングルである。また歌詞カードに2曲それぞれにこめたボーカル真戸原からのメッセージが短くはあるが書いてある、という初の試みも行われている。
また今作では、デビューしてからずっと編曲やプロデュースを担当してきた島田昌典の名前がクレジットされていない。これはデビューして以来初めてのことであり、このことについてメンバーはほとんどコメントしていないので次作以降彼がクレジットされるのかは不明である。

## 収録曲
1. また帰るから
歌詞は上京した際、故郷に残した恋人のこと思う気持ちを描いている。また、歌詞中の「緑の電車」とは京阪電車のことである。
この曲はもともと2005年末に行われたカウントダウンライブのために作られた曲であり、披露された際にも本人たちは「リリースの予定はない。」と発言していた。しかし、その後2006年秋に実施されたツアー来場者限定でダウンロード可能という形で初音源化となった。（この際ダウンロードできた音源は秋のツアーでのライブ音源である）。その約2ヶ月後、何の前ぶりもなく本人たちがパーソナリティを勤めるラジオ番組「アンダーグラフのオールナイトニッポン」の中で、アレンジを加えてレコーディングされなおした物がオンエアされた。その際ボーカル真戸原は「なんとなくレコーディングしたくなった。」とコメントしていたが、後のリリース時のインタビューでは「このときのレコーディングは、曲作りに行き詰っていた自分への治療だった。」と語っている。そして、その翌年にはリリースが決定する前からUSENでのリクエストが開始された。
2. ピース・アンテナ
『また帰るから』とは打って変わってホーンセクションを導入したテンポの速いロックナンバー。
自らインタビューやラジオの中で「エロティックな歌詞と今までにないサウンド。」とコメントするほど、今までのアンダーグラフにはない曲になっている。ホーンセクションをはじめて使用した理由についてボーカル真戸原は「曲になんでもいいから味付けをして、色々な人に聞いてもらいたい。そして、その後歌詞をじっくりと読んでもらえればいい。」とコメントしている。
編曲は宅見将典が担当した。

## 収録アルバム
- 『呼吸する時間』(#1,2)
- 『UNDER GRAPH』(#1,2)